# Le Domaine des dieux
Cet article concerne la bande dessinée. Pour le film, voir Astérix : Le Domaine des dieux.
Le Domaine des dieux est le dix-septième album de la bande dessinée Astérix, publié en 1971, scénarisé par René Goscinny et dessiné par Albert Uderzo.
Il a été pré-publié dans le journal Pilote du no 591 (4 mars 1971) au no 612 (29 juillet 1971).

## Résumé
Jules César décide d'encercler le village gaulois en construisant un domaine résidentiel baptisé le « Domaine des dieux ». Destiné à des propriétaires romains, ce projet a pour but de civiliser de gré ou de force les irréductibles Gaulois et de les affaiblir en les privant de leur principale ressource, la forêt. César compte ainsi faire tomber le dernier bastion qui lui résiste et le nargue. Il charge l'architecte Anglaigus de diriger les opérations.
Les travaux de déforestation, effectués par des esclaves, commencent de nuit, pour ne pas éveiller les soupçons des Gaulois. Mais Astérix, Obélix et Panoramix veillent : afin de perturber le chantier, ils font immédiatement repousser les arbres abattus grâce à des graines magiques. Puis, ils offrent de la potion magique aux esclaves, pour les inciter à la révolte. Mais ceux-ci, qui de fait se révoltent, préfèrent négocier leurs conditions de travail avec l'architecte, bientôt imités par les légionnaires du camp d'Aquarium, qui se mettent en grève et entrent en conflit avec leur centurion Oursenplus. Afin que les travaux soient plus vite achevés et que les esclaves retrouvent leur liberté dans les plus brefs délais, Panoramix continue de leur donner de la potion magique.
Le premier bâtiment est enfin construit et les nouveaux propriétaires — dont un couple de Romains ayant gagné un appartement lors des derniers jeux du cirque — commencent à emménager. Conformément aux prévisions de César et Anglaigus, ils prennent l'habitude de se rendre au village pour faire leurs emplettes, commençant ainsi à influencer les Gaulois (mode de vie, commerces, hausse des prix, etc.). Parmi eux, seuls Abraracourcix, Panoramix, Astérix et Obélix ont conscience du danger.
Pour mettre un terme à cette nouvelle forme d'« invasion », Astérix et Obélix s'arrangent pour libérer un appartement, puis, sous prétexte de favoriser sa « créativité », y installent Assurancetourix, ravi. La nuit venue, le barde chante des chansons si insupportables que, le lendemain, les autres résidents abandonnent l'immeuble. Contrarié par ce nouvel échec, Anglaigus chasse Assurancetourix du Domaine des dieux.
Au village, cependant, les Gaulois considèrent à l'unanimité qu'une telle expulsion constitue pour eux un affront et, en représailles, partent démolir l'immeuble romain — où viennent de s'installer les légionnaires en grève du camp d'Aquarium.
Définitivement découragé, Anglaigus abandonne le projet et quitte la Gaule, tandis que les irréductibles Gaulois organisent un banquet dans la forêt, autour des ruines du Domaine des dieux recouvertes par les arbres ayant repoussé grâce aux graines magiques.

## Personnages principaux
- Les habitants du village gaulois, dont : 
  - Astérix, guerrier,
  - Obélix, livreur de menhir,
  - Idéfix, chien d'Obélix,
  - Abraracourcix, chef du village,
  - Panoramix, druide,
  - Bonemine, épouse d'Abraracourcix,
  - Cétautomatix, forgeron,
  - Ordralphabétix, poissonnier,
  - Agecanonix, vieillard,
  - Iélosubmarine, poissonnière, épouse d'Ordralphabétix,
  - Mme Agecanonix épouse d'Agecanonix,
  - Assurancetourix, barde,
- Jules César, imperator romain,
- Anglaigus, architecte romain,
- Oursenplus, centurion du camp d'Aquarium,
- esclaves ibères, lusitaniens, numides, belges et goths construisant le Domaine des dieux, dont Duplicatha, chef numide noir des esclaves,
- Romain ayant gagné une cenacula au Domaine des dieux, et son épouse ;
- Guilus, célèbre ordonnateur des jeux au Cirque Maxime à Rome,
- Les pirates, qui font partie des esclaves construisant le Domaine des dieux, dont : 
  - Barbe-Rouge (non nommé), chef des pirates,
  - Triple-Patte (non nommé), pirate unijambiste disant des citations latines,
  - Baba (non nommé), vigie des pirates.

## Analyse

### Création
Albert Uderzo explique : « Nous avions découvert dans des livres d'histoire que les insulae étaient déjà des habitations construites à la va-vite pour entasser les Romains les plus pauvres ensemble, et que ces bâtisses s'écroulaient régulièrement. Nous avons donc donné à Jules César l'idée d'ôter l'invulnérabilité du village gaulois en faussant la nature qui l'entourait. Je dois avouer que j'ai rencontré pas mal d'architectes comme Anglaigus dans ma vie ! ».
Lors de la lecture du scénario de René Goscinny, Uderzo fait changer la phrase « Et il envoie son gland dans le trou » par « Il lance une graine de chêne dans le trou ». Il trouvait la phrase ambiguë, même sachant qu'elle avait été écrite sans arrière-pensée licencieuse.

### Scénario
Contrairement à la majorité des albums de la série, Le Domaine des dieux est construit selon une thématique principale : celle de mettre uniquement en scène la résistance du village gaulois face aux Romains. Ce concept est certes constant dans la série, mais, à quelques exceptions près (Le Tour de Gaule, Le Bouclier arverne ou Obélix et Compagnie), n'est qu'une toile de fond des intrigues. Le schéma narratif y est ainsi différent. La quasi-totalité des précédents albums mettait en scène une crise (demande d'aide d'une personne dans le besoin, enlèvement d'un ami, etc.) dont l'aventure est la résolution succédant (par contraste) au tableau de l'unité initiale (disputes constantes des villageois dans une ambiance bon enfant, sérénité des deux héros, etc.), de sorte que l'album finisse sur une réconciliation symbolisée par l'emblématique banquet (sans aucune exception).
Ici, la culture romaine s'oppose et s'impose d'abord à une civilisation gauloise réduite à la sauvagerie naturelle, puis les Gaulois dépassent cette opposition en important la division à l'intérieur du camp romain, ce qui rend bien plus riche et complexe l'image de la civilisation moderne et conquérante, et enfin, cette rupture se retourne contre les Gaulois : les Romains à leur tour créent un clivage dans le village gaulois. L'issue de ce double déplacement n'est pas seulement une réconciliation classique, mais  une réinstauration de l'opposition classique Gaulois contre Romains, thème qui durant la première situation (au début de l'album) était exacerbé (invasion spatiale des Romains),.
Cet album est une critique subtile de la spéculation immobilière et de ses dérives,,. Le scénario n'est pas forcement anachronique car les auteurs avaient découvert en consultant des livres d'histoire que la spéculation immobilière sévissait déjà dans l'Antiquité,. Mais l'organisation d'une tombola par Guilus (caricature de Guy Lux) est un anachronisme.
De plus, à sa sortie, l'album colle parfaitement à l'actualité : c'est l'époque des énormes placards publicitaires pour attirer les futurs 18 000 habitants de Parly II. Il y a d'ailleurs une allusion à la polémique sur le nom de Parly 2 qui aurait dû s'appeler « Paris 2 » sans l'opposition de certains conseillers municipaux de Paris. Ainsi, Jules César dit : « Anglaigus voulait le nommer Rome II, mais il y a une seule Rome… », donc la résidence s'appellera « Domaine des dieux ». Cette référence est pour certains le symbole du « gauchisme », voire de l'« écologisme » d'Astérix, qui critique ainsi « l'argent, le capitalisme, le goût du profit, l'oppression armée quelle que soit sa nature »,.
Dans une interview publiée peu après la sortie de l'album, René Goscinny dira : « Dans Le Domaine des dieux, j'ai mis en boîte des ensembles immobiliers, croulant sous le faux luxe ; je n'ai rien inventé, je suis parti d'une publicité qui est parue dans tous les journaux : les enfants aussi, l'ont vue ».

### Personnages
Non dénommés dans l'album, le couple de Romains ayant gagné un appartement au Domaine des dieux s'appelle Petiminus et Dulcia dans le film Astérix : Le Domaine des dieux ; ils ont aussi un petit garçon nommé Apeldjus. Tous trois ont un rôle bien plus important dans le film que dans cet album.
Ils sont les gagnants d'une tombola présentée par l'animateur Guilus, qui fait d'eux les premiers habitants du « Domaine des dieux ». Ils sont également les premiers à en partir, après qu'Obélix a terrorisé le mari. La femme apparaît aussi dans le film d'animation Astérix et la Surprise de César, en tant que spectatrice du cirque.
L'animateur Guilus qui effectue la promotion du Domaine des dieux au cirque possède les traits et le style oral de l'animateur de télévision Guy Lux.
Dans le film, le contremaître, non nommé dans l'album, s'appelle Travaillerpluspourgagnerplus.
Les pirates sont à nouveau présents dans cet album, mais sans leur bateau, et sans même qu'Astérix et Obélix ne les remarquent. On s'aperçoit simplement à la page 31 qu'ils faisaient partie des esclaves du chantier.
Duplicatha, chef des esclaves chargés de construire le Domaine des dieux, est un numide noir. Le choix de son nom, avec sa terminaison en -tha, est très probablement un clin d'œil à Jugurtha, véritable roi numide qui combattit les romains à la fin du IIe siècle av. J.-C.
Humour/Jeux de mots
Dans cet album les auteurs nous gratifient de jeux de mots de tous styles :
P.22 : "il ne faut jamais parler sèchement à un Numide" joue sur la phonétique de la liaison "un humide / un Numide" et donc, sur l'opposition des concepts Sec (de sèchement) et Humide.
P.24 : "EST-CE CLair, ESCLave ?" "C'est dur à adMETTRE MAÎTRE". Joue sur l'homophonie des débuts de mots de la première sentence et des fins de mots de la seconde.
P.25 : "...vous faites de la peine...aux corneilles   -"oui c'est un problème cornélien..." Rapproche les oiseaux de l'adjectif tiré du nom du tragédien Corneille.

### Chansons
- On en a encore pour des siècles d'esclavage…, chanté par les esclaves belges, parodiant La Brabançonne, l'hymne national belge.
- Ô douce nuit ! Tout s'endort, pas de bruit !, chanté par les esclaves goths, parodiant la chanson Douce nuit, sainte nuit.
- J'aimeu les forêts, dirladada, parce qu'il y a des sangliers, dirladada, et les sangliers, c'est bon, dirladada, surtout avec des champignons, dirladada…, chanté par Assurancetourix dans le Domaine des dieux, parodiant Darla dirladada de Dalida.

### Citations grecques
- Gnôthi seauton (Γνῶθι σεαυτόν : Connais-toi toi-même) (p. 14) : proverbe grec formulé par le centurion Oursenplus.

### Citations latines
- Beati pauperes spiritu (Heureux les pauvres en esprit) (p. 12) : phrase prononcée par l'architecte Anglaigus, elle cite la première des béatitudes prononcées par Jésus dans l'Évangile selon Matthieu (Mt 5,3).
- Veni, vidi, vici (Je suis venu, j'ai vu, j'ai vaincu) : phrase prononcée par Jules César, sous la forme « nous aurons non seulement veni et vidi, mais nous aurons vraiment vici, en plus ! » ; la citation provient de la vie de César chez l'historien Suétone[14].
- Quousque tandem ? (Jusques à quand enfin ?) : phrase prononcée par des habitants du Domaine des dieux tandis qu'Assurancetourix chante une chanson insupportable (c'est-à-dire ici : « ça va durer jusqu'à quand ? »). Citation des Catilinaires de Cicéron, contemporain de Jules César.

### Termes latins employés dans l'impliable
- L'urbs : "ville" en latin
- La matrone : "mère de famille" en latin
- Le tonsor :  "barbier" en latin
- Les repas romains :
  - Le jentaculum : petit-déjeuner, pris au lever du soleil,
  - Le prandium : repas sobre pris vers midi,
  - La cena : dîner et repas principal de la journée ;
- Les pièces de la cenacula, "appartement" dans un immeuble (insula), sont aussi celles d'une domus, maison particulière) : 
  - L'atrium : pièce centrale, salon
  - Le cubiculum : chambre à coucher
  - Le triclinium : salle à manger, où l'on prend son repas allongé sur des lits (« lectus triclinaris »)
  - Le tablinum : bureau, pièce située au fond de l'atrium réservée au maître de maison
  - La cuisine, ici désignée par le terme français, se dit en latin culina

## Tirage
La première édition, publiée en septembre 1971, est tirée à 1 100 000 exemplaires  en langue française.

## Adaptation
Un film d'animation, intitulé Astérix : Le Domaine des dieux, inspiré de l'album, est sorti au cinéma le 26 novembre 2014,. Réalisé par Alexandre Astier et Louis Clichy, il fournit la dernière occasion d'entendre le comédien Roger Carel doubler Astérix.